# Mojot svet
Mojot svet, mak. Мојот свет, (Moj svijet) je pjesma u izvedbi makedonske pop pjevačice Karoline Gočeve s kojom je nastupala na natjecanju za pjesmu Eurovizije 2007. godine u Helsinkiju.
Tekst pjesme napisao je Grigor Koprov, a glazbu Ognen Nedelkovski. Na makedonskom izlučnom natjecanju za pjesmu Eurovizije izabrana je 24. veljače 2007. Pjesma se prvo natjecala u polufinalu ovog natjecanja i izborila je plasman među prvih 10 i samim time izborila prvao nastupa u finalu. U konačnici je završila na 14. mjestu.

## Vanjeske poveznice
- Audio i video pjesme  Arhivirana inačica izvorne stranice od 13. svibnja 2007. (Wayback Machine)